# Chairil Anwar

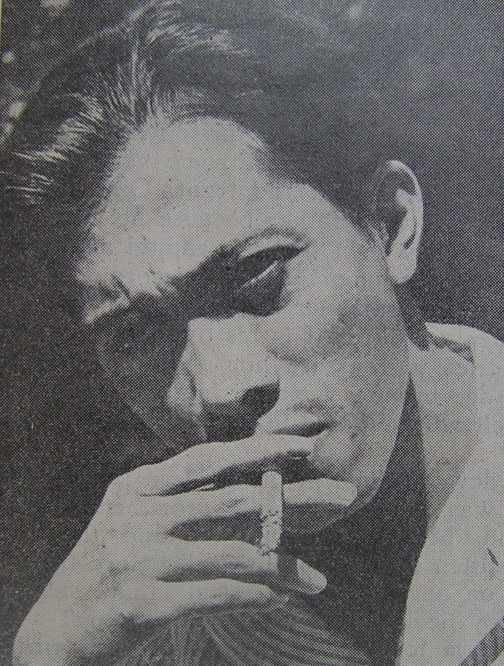
Chairil Anwar

Chairil Anwar (* 26. Juli 1922 in Medan (Sumatra); † 28. April 1949 in Jakarta) war ein indonesischer Dichter. Er war Teil der Dichtergruppe Angkatan 45 und Mitbegründer der Zeitschrift Gema Suasana. Seine Werke hatten einen entscheidenden Einfluss auf die inhaltliche und formale Weiterentwicklung der indonesischen Dichtung. Er war auch von westlicher Literatur beeinflusst und übersetzte englische und französische Werke ins Indonesische.

## Gedichtsammlungen
- Deru Campur Debu (1949)
- Kerikil Tajam dan Yang Terampas dan Yang Putus (1949); auf Deutsch liegt eine Übersetzung vor
- Tiga menguak Takdir (1950, gemeinsam mit Rivai Apin und Asrul Sani)
- Feuer und Asche (1978)